# Bommanahalli, Hangal
Bommanahalli là một làng thuộc tehsil Hangal, huyện Haveri, bang Karnataka, Ấn Độ.